# Động cơ phản lực không khí

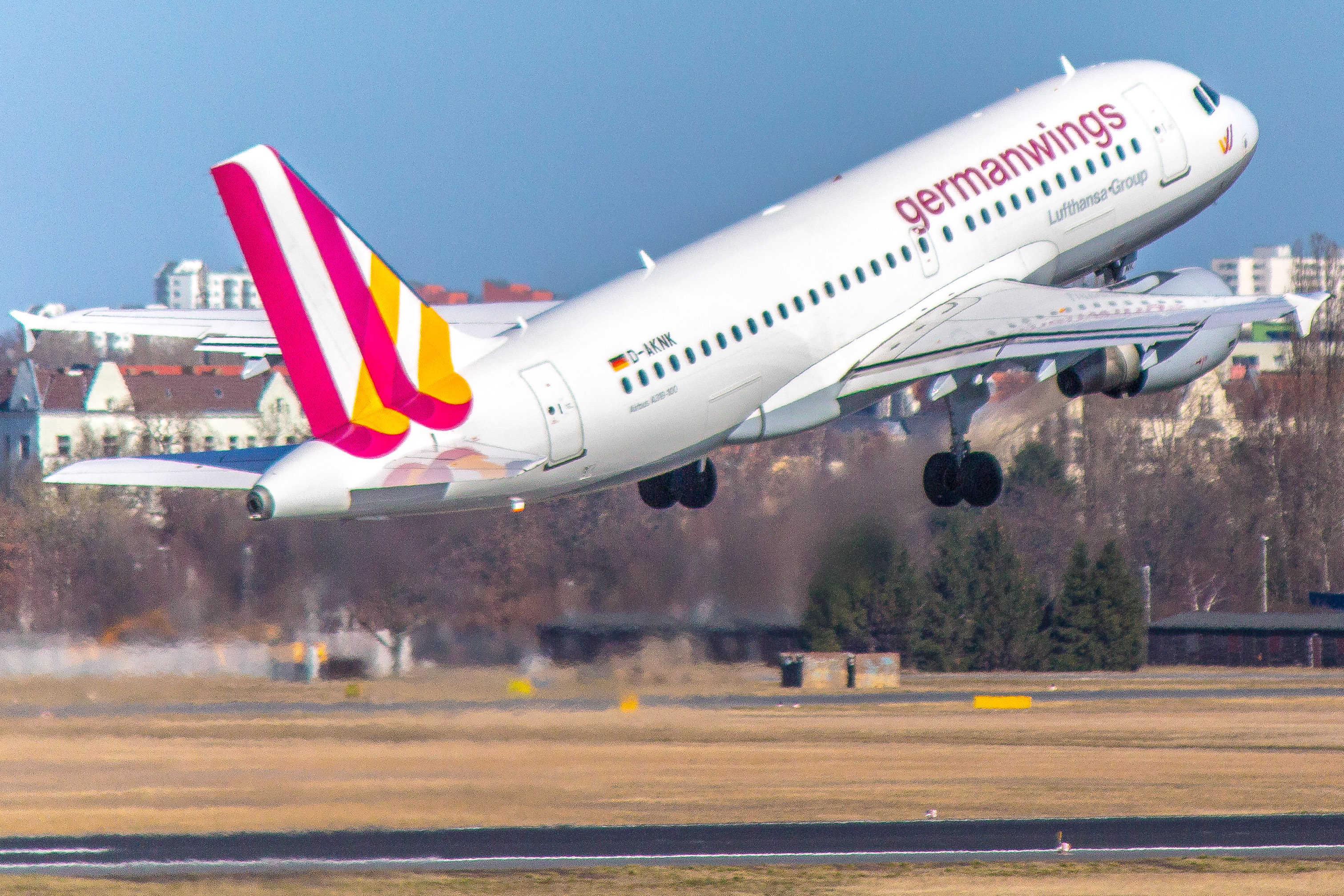
Động cơ phản lực không khí của một chiếc máy bay chở khách đang cất cánh, có thể thấy rõ luồng khí phụt phía sau động cơ (Germanwings Airbus A319)

Động cơ phản lực không khí (jet engine) là một kiểu động cơ sử dụng sức đẩy phản lực, trong đó nhờ luồng khí phụt ra phía sau ở vận tốc cao để tạo ra phản lực đẩy phương tiện về phía trước theo định luật 3 Newton. Trong khi động cơ sử dụng sức đẩy phản lực mang nghĩa rộng hơn, có thể kể đến bao gồm động cơ tên lửa, động cơ phản lực nước, động cơ lực đẩy hybrid, thì thuật ngữ động cơ phản lực không khí-jet engine chỉ bao gồm các động cơ hoạt động trong môi trường không khí, như động cơ turbojet, turbofan, ramjet, hay động cơ phản lực không khí dạng xung (pulse jet).

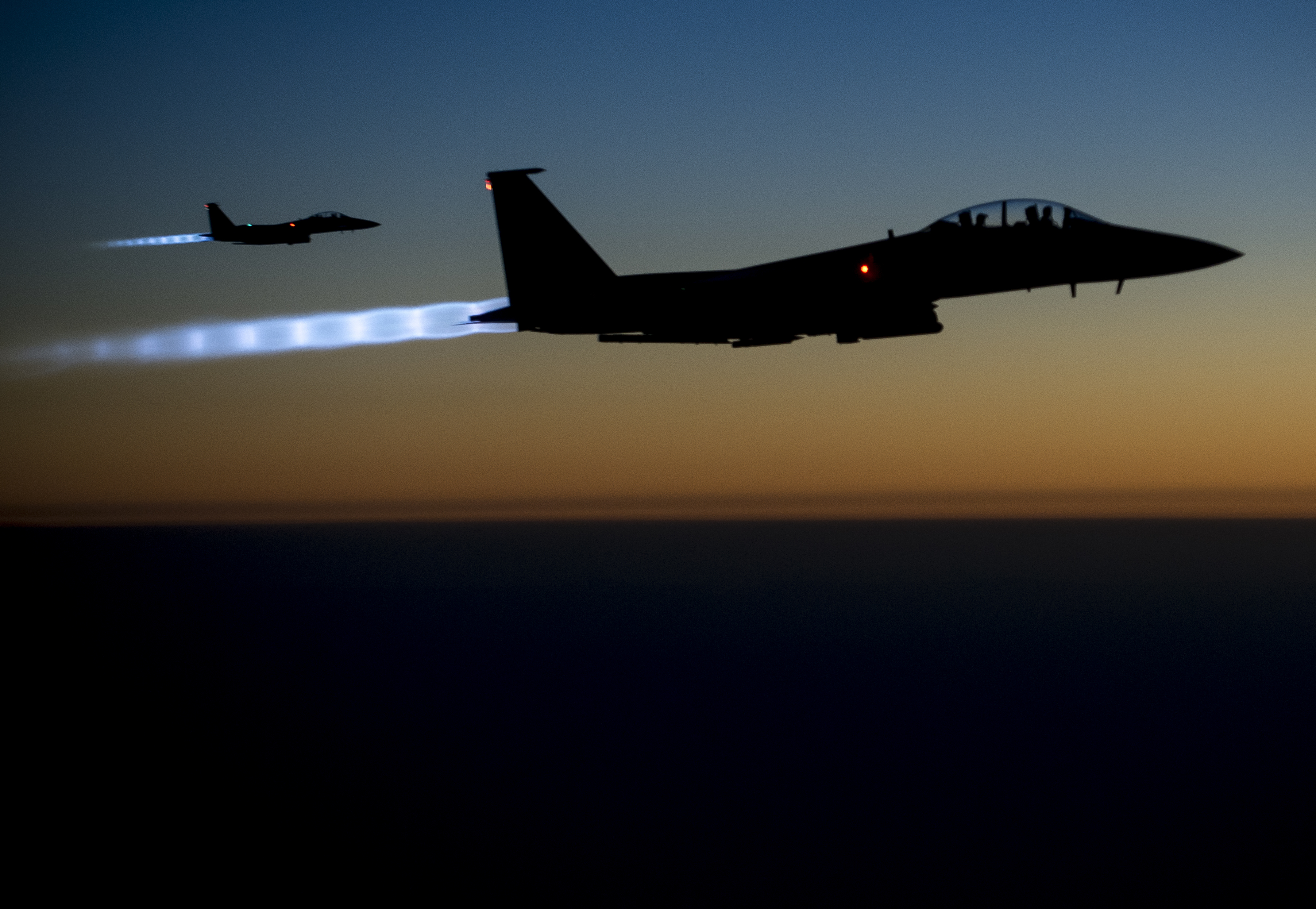
Máy bay tiêm kích F-15E Strike Eagles của Không quân Mỹ

Động cơ phản lực lấy không khí từ môi trường khí quyển bên ngoài (air breathing) (từ đây gọi tắt là hút khí ngoài) thông thường có một khoang có các cánh quạt đảm nhận nhiệm vụ nén khí, các cánh quạt này được dẫn động bởi turbine, cùng với năng lượng từ dòng khí phụt qua miệng xả (ống đẩy-propelling nozzle)—quá trình này còn được gọi dưới cái tên chu trình nhiệt động học Brayton. Vào đầu kỷ nguyên máy bay phản lực, các máy bay sử dụng động cơ tuốc bin phản lực luồng (turbojet) cũng là loại động cơ phản lực có thiết kế đơn giản, loại động cơ này không hiệu quả khi bay ở tốc độ nhỏ hơn tốc độ âm thanh. Phần lớn các máy bay chở khách bay dưới tốc độ âm hiện nay thường sử dụng động cơ tuốc bin phản lực cánh quạt có tỉ lệ không khí chảy xung quanh/lượng không khí nạp vào lõi động cơ cao (high-bypass) rất phức tạp. Máy bay sử dụng động cơ tuốc bin phản lực cánh quạt có tốc độ bay lớn hơn, và hiệu suất sử dụng nhiên liệu tốt hơn động cơ piston và động cơ cánh quạt khi máy bay phải bay chặng hành trình dài. Các động cơ phản lực lấy khí ngoài đặc biệt được sử dụng trên các phương tiện bay tốc độ cao (động cơ phản lực dòng thẳng và động cơ phản lực tĩnh siêu âm-scramjet) sử dụng hiệu ứng búa thủy động (ram effect) khi phương tiện bay ở tốc độ cao để nén khí, thay cho cơ cấu nén khí bằng cánh quạt thông thường.
Lực đẩy của động cơ phản lực không khí thông thường từ 5.000 lbf (22.000 N) (động cơ tuốc bin phản lực luồng de Havilland Ghost) giai đoạn những năm 1950s cho tới 115,000 lbf (511,55 N) (động cơ tuốc bin phản lực cánh quạt General Electric GE90) ra đời những năm 1990s, và độ tin cậy của chúng tăng từ 40 lần ngừng động cơ mỗi 100.000 h bay cho tới ít hơn 1 lần ngưng động cơ cho mỗi 100.000 h bay vào cuối những năm 1990. Điều này cùng với sự tiết giảm lượng nhiên liệu tiêu thụ đã giúp các chuyến bay vượt Đại Tây dương bằng máy bay chở khách hai động cơ được chấp nhận rộng rãi khi bước sang thiên niên kỷ mới, khi mà các chuyến bay tương tự trước đây bắt buộc phải thực hiện tiếp nhiên liệu thường xuyên trên đường bay.

## Lịch sử
Nguyên lý của động cơ phản lực không khí không phải là một khái niệm mới; tuy nhiên phải đến thế kỷ 20 thì những tiến bộ về kỹ thuật mới khiến cho ý tưởng về động cơ phản lực không khí trở thành hiện thực.
Một mô hình thô sơ áp dụng nguyên lý phản lực là aeolipile, được mô tả bởi Hero of Alexandria, thế kỷ thứ nhất sau công nguyên, Ai Cập thuộc La Mã. Thiết bị này dẫn trực tiếp hơi nước qua hai miệng phụt, làm quay quả cầu quanh trục. Đây là một thiết bị lạ thường vào thời điểm đó. Các ví dụ về turbine ta có thể thấy trực tiếp ở bánh xe chạy bằng nước hoặc các cối xay gió.
Lực đẩy phản lực cũng được áp dụng trong việc sử dụng thuốc súng-đốt cháy tạo thành khí đẩy các mũi tên bay về phía kẻ địch, được người Trung Quốc phát minh vào thế kỷ 13. Ban đầu thuốc súng được sử dụng trong việc chế tạo pháo hoa, nhưng đã dần trở thành một thứ vũ khí nguy hiểm. Nguyên lý mà người Trung Quốc áp dụng trong các mũi tên lửa và pháo hoa tương tự như nguyên lý của động cơ phản lực khí hiện nay.
Năm 1551, Taqi ad-Din Muhammad ibn Ma'ruf, người thuộc tỉnh Ai Cập, Đế quốc Ottoman, đã phát minh ra đòn bẩy được dẫn động bằng tuốc bin hơi nước. Đây là một thiết bị sử dụng nguyên lý phản lực thực tiễn đầu tiên, một thiết bị tương tự cũng được mô tả bởi John Wilkins vào năm 1648.
Vào năm 1633, một người lính Ottoman tên là Lagâri Hasan Çelebi đã sử dụng một tên lửa có dạng hình côn.
Nỗ lực đầu tiên trong việc thiết kế động cơ phản lực không khí thực tế là động cơ hybrid, trong đó sử dụng một nguồn năng lượng từ bên ngoài để nén khí, sau đó trộn lẫn khí nén với nhiên liệu và đốt cháy chúng, tạo ra lực đẩy. Động cơ sử dụng trên Caproni Campini N.1, cùng với động cơ phản lực Tsu-11 của Nhật dự định sử dụng trên máy bay kamikaze Yokosuka MXY7 Ohka đều không phát triển thành công.
Ngay trước khi diễn ra chiến tranh thế giới II, các kỹ sư đã nhận thấy giới hạn của máy bay động cơ cánh quạt lúc đó do giới hạn về hiệu suất của cánh quạt, mà theo đó, tốc độ đầu cánh quạt không thể vượt quá tốc độ âm thanh. Để tăng cường hiệu suất của máy bay, cần phải thiết kế một loại động cơ mới. Đây chính là động lực cho sự ra đời của động cơ tuốc bin khí, dạng động cơ phổ biến nhất của động cơ phản lực không khí.
Chìa khóa trong nguyên lý của động cơ phản lực không khí nằm ở tuốc bin, sử dụng chính năng lượng từ động cơ, để làm quay các cánh quạt máy nén khí. Tuốc bin khí không phải là một ý tưởng thiết kế mới: bằng sáng chế về trạm tuốc bin đã được John Barber đưa ra tại Anh vào năm 1791. Tuốc bin khí đầu tiên có khả năng tự duy trì đã được chế tạo vào năm 1903 bởi kỹ sư người Na Uy Ægidius Elling. Các động cơ như vậy không thể đưa vào sản xuất do các vấn đề về độ an toàn, độ tin cậy, trọng lượng, và nhất là hoạt động liên tục.
Bằng sáng chế tuốc bin khí đầu tiên sử dụng cho máy bay được đưa ra vào năm 1921 bởi Maxime Guillaume. Động cơ của ông là loại động cơ tuốc bin phản lực luồng, nhưng không bao giờ được chế tạo, do khoa học công nghệ thời kỳ này không thể chế tạo máy nén khí đạt yêu cầu. Alan Arnold Griffith xuất bản cuốn Lý thuyết khí động học trong thiết kế tuốc bin (An Aerodynamic Theory of Turbine Design) vào năm 1926, dẫn đến các thử nghiệm tại Royal Aircraft Establishment.

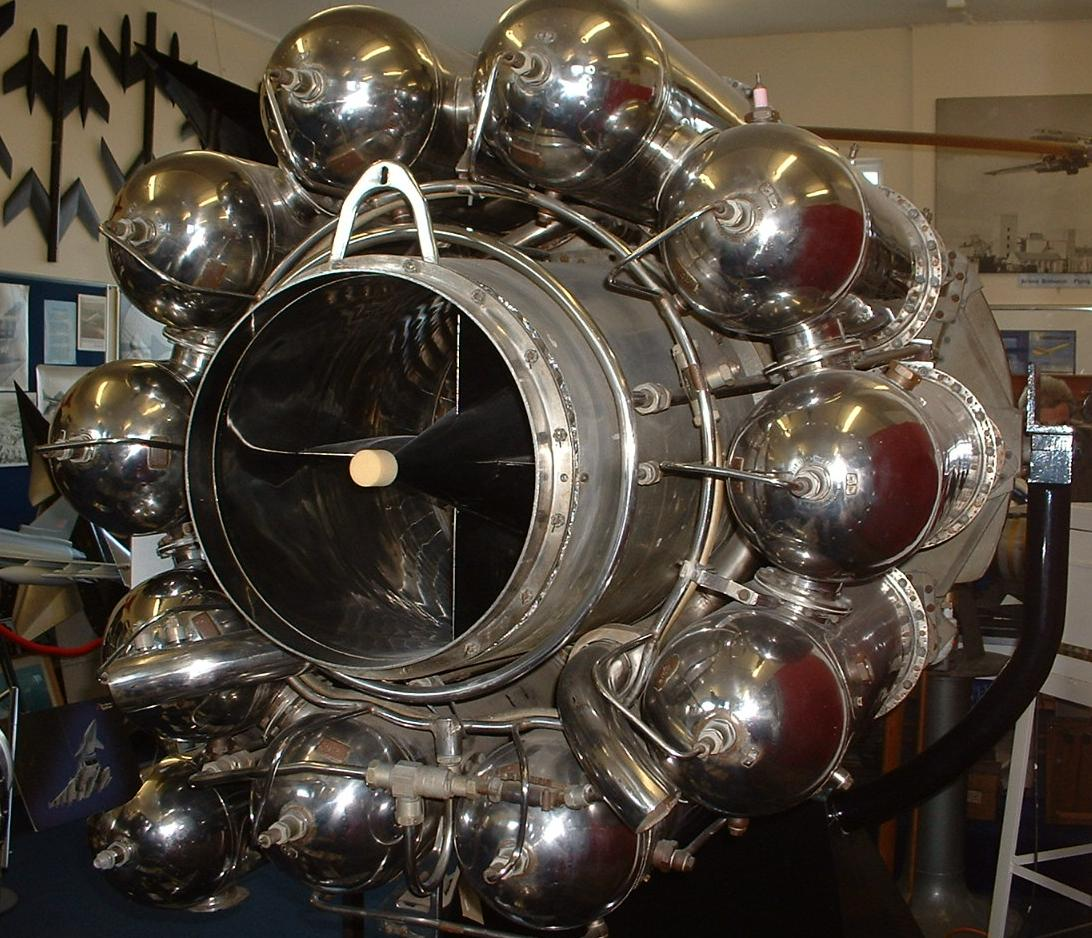
Động cơ Whittle W.2/700 trang bị trên Gloster E.28/39, chiếc máy bay phản lực đầu tiên của Anh, và trên chiếc Gloster Meteor.

Năm 1928, học viên trường đào tạo Cranwell không quân Hoàng gia Anh là Frank Whittle đã trình bày ý tưởng về động cơ tuốc bin phản lực với người hướng dẫn của mình. Tháng 10 năm 1929, Whittle đã tiếp tục phát triển thêm ý tưởng của mình. Vào ngày 16 tháng 1 năm 1930, tại Anh, Whittle đã đệ trình bằng sáng chế đầu tiên của mình (được cấp năm 1932). Bằng sáng chế của ông đưa ra là một máy nén hướng tâm hai tầng, cấp khí nén cho một máy nén ly tâm. Máy nén khí hướng trục đã được chế tạo từ ý tưởng đưa ra trong bài thuyết trình của A.A.Griffith vào năm 1926 ("An Aerodynamic Theory of Turbine Design"). Whittle sau đó chỉ tập trung nghiên cứu máy nén khí ly tâm đơn giản. Tuy nhiên thiết kế của Whittle không làm chính phủ Anh quan tâm, và việc phát triển động cơ diễn ra rất chậm chạp.

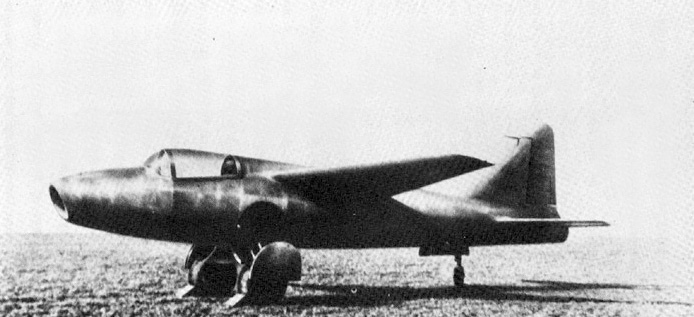
Heinkel He 178, máy bay đầu tiên sử dụng động cơ tuốc bin phản lực

Vào năm 1935, Hans von Ohain bắt đầu nghiên cứu một thiết kế tương tự tại Đức, cả bộ nén khí và tuốc bin đều nằm trên một trục, đặt đối diện nhau trên cùng một đĩa, nhưng Ohain không biết tới những thiết kế của Whittle. Động cơ của Von Ohain là một động cơ thử nghiệm khác hoàn toàn và chỉ có thể chạy dưới nguồn điện bên ngoài, nhưng ông đã chứng minh được nguyên lý cơ bản của động cơ phản lực. Ohain sau đó được giới thiệu với Ernst Heinkel, một trong những nhà chế tạo máy bay lớn nhất tại Đức để thực hiện ý tưởng của von Ohain. Heinkel sau đó đã mua lại công ty động cơ Hirth, và Ohain cùng với Max Hahn-một thợ máy bậc thầy, đã được đưa tới làm việc tại công ty động cơ Hirth. Họ đã chế tạo động cơ ly tâm đầu tiên của mình, động cơ HeS 1, thử nghiệm vào tháng 9 năm 1937. Không giống như thiết kế của Whittle, Ohain sử dụng nhiên liệu là hydrogen, được nạp ở áp suất cao từ bên ngoài. Tiếp sau đó họ đã thiết kế động cơ HeS 3 nhiên liệu xăng, có lực đẩy 5 kN (1.100 lbf), được trang bị trên máy bay He 178, buổi bay thử nghiệm diễn ra bởi phi công thử nghiệm Erich Warsitz sáng sớm ngày 27/8/1939, bay từ Rostock đến sân bay Marienehe. Qua đó đánh dấu chiếc He 178 là chiếc máy bay động cơ tuốc bin phản lực đầu tiên trên thế giới. Heinkel đã nộp đơn xin cấp bằng sáng chế của Hoa Kỳ cho Động cơ máy bay của Hans Joachim Pabst von Ohain vào ngày 31/5/1939; số đăng ký US2256198, với Max Hahn là người phát minh.

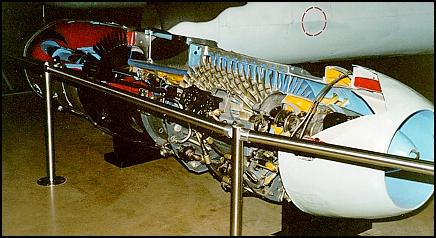
Mặt cắt động cơ Junkers Jumo 004

Kỹ sư người Áo Anselm Franz làm việc tại bộ phận động cơ của hãng Junkers (Junkers Motoren hay viết tắt là "Jumo") đã phát triển máy nén khí dọc trục sử dụng cho động cơ phản lực. Kết quả là ông đã chế tạo động cơ phản lực Jumo 004. Sau khi các vấn đề kỹ thuật khác được giải quyết, việc sản xuất loạt động cơ này đã được tiến hành từ năm 1944, để sử dụng trên chiếc tiêm kích phản lực đẩu tiên trên thế giới Messerschmitt Me 262 (sau đó nó cũng được trang bị trên máy bay ném bom phản lực đẩu tiên trên thế giới Arado Ar 234). Chiếc Me 262 đã tham chiến quá muộn để cứu vãn tình thế của phát xít Đức, tuy nhiên, đây vẫn là loại động cơ phản lực đầu tiên được đưa vào trang bị.

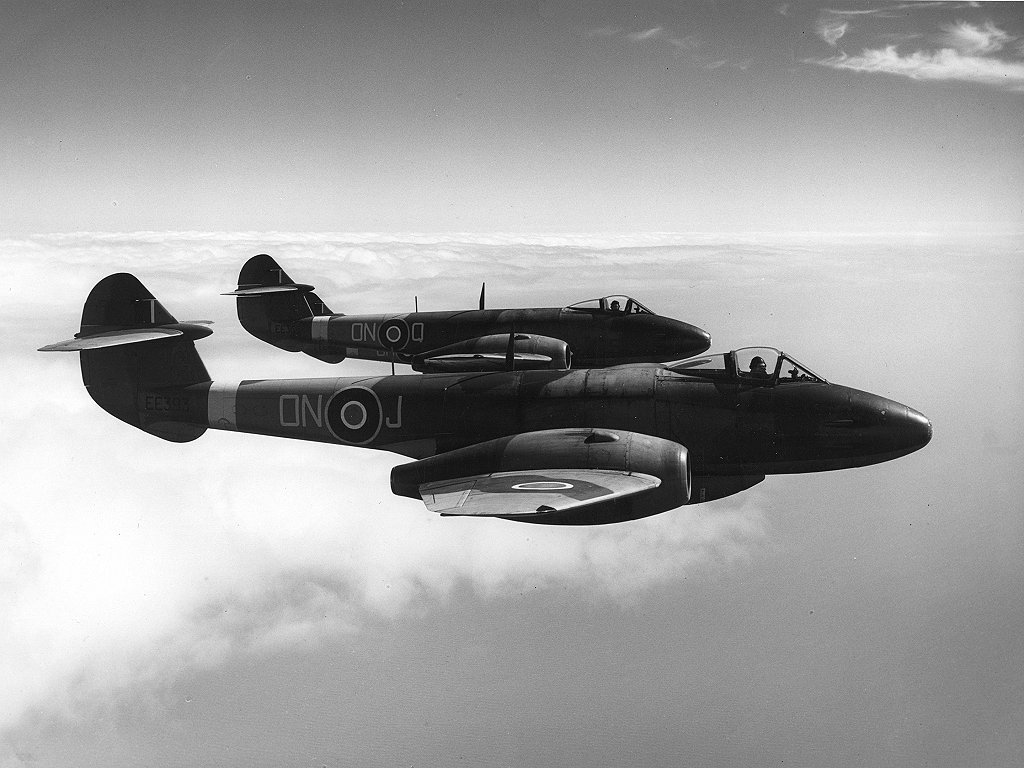
Gloster Meteor F.3s. Máy bay Gloster Meteor là loại máy bay phản lực đầu tiên của Không quân Hoàng gia Anh, và cũng là loại máy bay phản lực duy nhất của Đồng minh đã tham chiến trong chiến tranh thế giới 2.

Trong khi đó, tại Anh, máy bay phản lực Gloster E28/39 thực hiện chuyến bay thử lần đầu vào ngày 15/5/1941, Gloster Meteor được đưa vào trang bị trong Không quân Hoàng gia Anh từ tháng 7 năm 1944. Chúng được trang bị động cơ phản lực của công ty động cơ Power Jets Ltd., do Frank Whittle thành lập.
Sau khi chiến tranh kết thúc, máy bay phản lực và động cơ phản lực của Đức đã được quân Đồng minh nghiên cứu và là nền tảng cho các mẫu máy bay chiến đấu phản lực của Liên Xô và Hoa Kỳ thời kỳ đầu. Tất cả các động cơ phản lực trên máy bay cánh cố định đều dựa trên thiết kế này.
Đến cuối những năm 1950, động cơ phản lực không khí đã được sử dụng trên hầu hết các máy bay chiến đấu, trừ các máy bay vận tải, máy bay liên lạc, và một số kiểu máy bay đặc biệt khác. Cũng trong thời gian này, một số máy bay dân dụng của Anh cũng được thiết kế để sử dụng động cơ phản lực, ví dụ như de Havilland Comet và Avro Canada Jetliner. Vào những năm 1960, tất cả các máy bay dân dụng cỡ lớn đều được trang bị động cơ phản lực, các máy bay động cơ piston chỉ còn dùng để chở hàng.
Hiệu suất sử dụng nhiên liệu của động cơ tuốc bin phản lực luồng lúc đầu còn thấp hơn so với động cơ piston, nhưng vào những năm 1970, với việc phát minh ra động cơ tuốc bin phản lực cánh quạt high-bypass đã giúp cho động cơ phản lực có hiệu suất tiêu thụ nhiên liệu tương đương với các mẫu động cơ piston và động cơ cánh quạt tốt nhất.

## Sử dụng

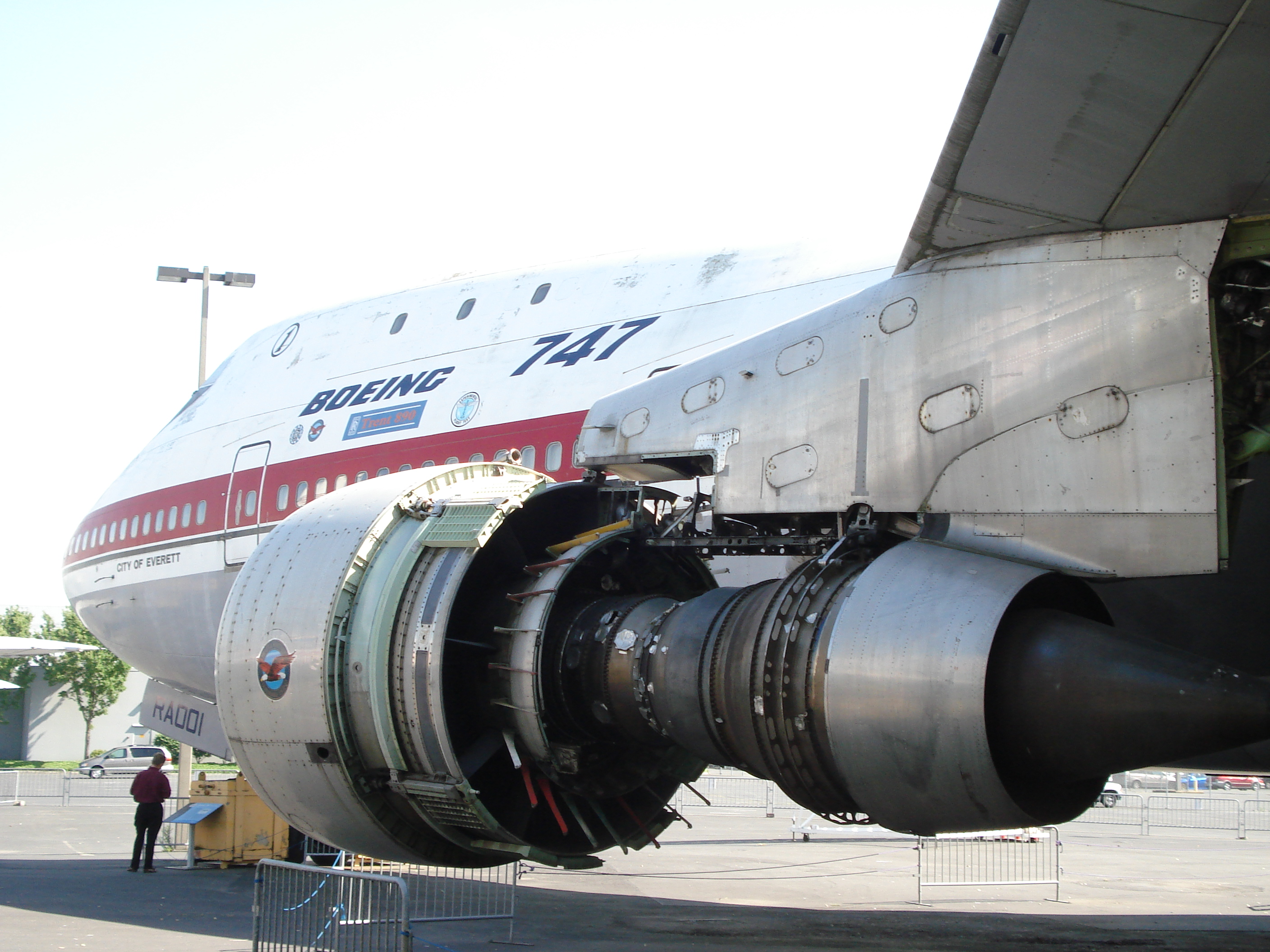
Động cơ tuốc bin phản lực cánh quạt JT9D được sử dụng trên máy bay Boeing 747.

Động cơ phản lực không khí được sử dụng trên máy bay phản lực, tên lửa hành trình và máy bay không người lái. Đối với động cơ rocket, chúng được sử dụng trong pháo hoa, tên lửa, du hành vũ trụ,....
Động cơ phản lực không khí cũng được sử dụng trong các mẫu xe hơi tốc độ cao, đặc biệt là trong các xe đua. Xe đua ThrustSSC chạy bằng động cơ tuốc bin phản lực cánh quạt, hiện đang nắm giữ kỷ lục về tốc độ trên mặt đất.
Thiết kế động cơ phản lực không khí cũng thường được sửa đổi để hoạt động trong các lĩnh vực không liên quan đến máy bay, như tuốc bin khí công nghiệp hoặc động cơ đẩy trong hàng hải. Động cơ tuốc bin phản lực không khí được sử dụng để phát điện, để bơm nước, khí tự nhiên, hay dầu, và cung cấp lực đẩy cho tàu thủy hoặc tàu hỏa. Các động cơ tuốc bin khí công nghiệp có khả năng tạo ra công suất 50.000 mã lực. Phần lớn các động cơ này đều là được chuyển đổi từ các động cơ tuốc bin phản lực luồng dùng trong quân sự, như động cơ Pratt & Whitney J57 và J75. Cũng có những phiên bản của động cơ tuốc bin phản lực cánh quạt P&W JT8D low-bypass có công suất 35.000 mã lực (HP).
Động cơ phản lực khí được phát triển thành các loại động cơ như động cơ tuốc bin trục hoặc động cơ tuốc bin cánh quạt, chúng có các thành phần cốt lõi của động cơ giống nhau, sử dụng trên máy bay trực thăng và một số loại máy bay cánh quạt.

## Các loại động cơ phản lực không khí
Có nhiều loại động cơ nhưng chúng có điểm chung là sử dụng lực đẩy phản lực của luồng phụt để tiến về phía trước theo nguyên lý sức đẩy phản lực.

### Động cơ lấy không khí từ khí quyển (air breathing)
Nói chung máy bay được đẩy đi bằng động cơ tuốc bin phản lực hút khí ngoài. Phần lớn các động cơ phản lực hút khí ngoài là động cơ tuốc bin phản lực cánh quạt, có hiệu suất tốt ở tốc độ cận âm.

#### Động cơ tuốc bin khí
Tuốc bin khí là động cơ dạng quay, theo đó lấy năng lượng từ chuyển động của dòng khí cháy trong buồng đốt. Nó bao gồm một máy nén ở đầu cùng với tuốc bin ở cuối và buồng đốt ở giữa. Trong động cơ hàng không, 3 thành phần cơ bản này thường được gọi là bộ phận "sinh khí". Có nhiều kiểu tuốc bin khí khác nhau, nhưng chúng đểu sử dụng chung hệ thống sinh khí.

##### Động cơ tuốc bin phản lực luồng

Động cơ tuốc bin phản lực luồng

Một động cơ tuốc bin phản lực là một động cơ tuốc bin khí mà hoạt động bằng cách nén không khí đi qua miệng hút khí của động cơ bằng máy nén khí (dọc trục, ly tâm hoặc cả hai), trộn không khí áp suất cao với nhiên liệu, đốt cháy hỗn hợp ở trong buồng đốt, và hỗn hợp khí nóng sau đó sẽ chảy qua các cánh tuốc bin và được đẩy ra bên ngoài qua miệng xả. Các cánh quạt của máy nén khí sẽ được dẫn động bởi trục lá tuốc bin, trong khi các lá tuốc bin này chuyển động nhờ khí nóng giãn nở chảy qua nó. Động cơ sẽ chuyển đổi năng lượng của nhiên liệu thành động năng khí xả, và tạo ra lực đẩy. Tất cả lượng khí nạp vào động cơ qua cửa hút khí sẽ đi qua các cánh quạt của máy nén khí, buồng đốt, và cánh quạt tuốc bin, khác với động cơ tuốc bin phản lực cánh quạt mô tả sau đây.

##### Động cơ tuốc bin phản lực cánh quạt

Động cơ tuốc bin phản lực cánh quạt low-bypass, ta có thể thấy rõ động cơ này có thêm các lá cánh quạt ở phía trước động cơ.

Turbofan không giống với động cơ tuốc bin phản lực ở chỗ nó có cánh bổ sung ở phía trước của động cơ, giúp gia tốc dòng khí đi trước khi đi vào tuốc bin lõi động cơ. Động cơ tuốc bin phản lực cánh quạt chủ yếu được sử dụng trên các máy bay chở khách tầm trung và tầm xa.
Động cơ tuốc bin phản lực cánh quạt thường có hiệu suất vượt trội hơn động cơ tuốc bin phản lực luồng ở tốc độ cận âm, nhưng ở tốc độ lớn, đường kính của động cơ tuốc bin phản lực cánh quạt lớn hơn động cơ tuốc bin phản lực luồng sẽ dẫn đến lực cản lớn hơn. Ngoài ra, trong khi bay ở tốc độ siêu âm, nhất là ở các máy bay tiêm kích quân sự, yếu tố tiêu hao nhiên liệu cao hơn của động cơ tuốc bin phản lực ít được quan tâm hơn so với các yếu tố khác, các cánh quạt do đó sẽ được thiết kế nhỏ hơn, hoặc thậm chí là không có cánh quạt ở phía trước động cơ.
Vì những khác biệt này, nên động cơ tuốc bin phản lực cánh quạt thường được đặc trưng bởi tỉ lệ lượng khí chảy xung quanh động cơ/lượng khí đi qua lõi động cơ (từ nay gọi là tỉ lệ đường vòng-bypass ratio) thấp hoặc cao, (low-bypass hay high-bypass). Động cơ tuốc bin phản lực cánh quạt có tỉ lệ đường vòng thấp (low-bypass), tỉ lệ này vào khoảng 2:1 hoặc thấp hơn.

#### Động cơ phản lực nén khí bằng hiệu ứng búa thủy động
Động cơ nén không khí bằng hiệu ứng búa thủy động là một động cơ tương tự như động cơ tuốc bin khí, cả hai đều tuân theo chu trình Brayton. Tuy nhiên, động cơ chạy bằng tuabin khí và động cơ chạy bằng ram khác nhau ở cách chúng nén luồng không khí đi vào. Trong khi động cơ tuabin khí sử dụng các cánh quạt nén dọc trục hoặc ly tâm để nén không khí vào, động cơ ram chỉ dựa vào cửa hút khí hoặc bộ khuếch tán để nén không khí. Một động cơ ram chỉ yêu cầu vận tốc ban đầu của không khí đi vào động cơ phải lớn trước khi động cơ hoạt động. Động cơ phản lực ram là loại động cơ phản lực đơn giản nhất, do thiết kế động cơ không có một bộ phận nào chuyển động.
Động cơ phản lực dòng thẳng là một động cơ phản lực ram. Chúng rất đơn giản về mặt cơ khí, và vận hành với hiệu suất thấp hơn tất cả các động cơ tuốc bin phản lực nói chung, trừ khi phương tiện bay hoạt động ở vận tốc rất lớn.
Động cơ phản lực tĩnh siêu âm (Scramjet) khác với các động cơ khác ở chỗ chúng sử dụng buồng đốt không khí ở vận tốc siêu âm. Do đó chúng tỏ ra hiệu quả ở các phương tiện bay có vận tốc lớn hơn. Loại động cơ này vẫn đang trong quá trình thử nghiệm.

## Các kiểu động cơ phản lực khác

### Động cơ tên lửa

Sơ đồ nguyên lý động cơ phản lực tên lửa.

Động cơ tên lửa sử dụng cùng nguyên lý phản lực của động cơ phản lực, nhưng nó khác với động cơ phản lực không khí là nó không cần lấy ô xy từ không khí bên ngoài, thay vào đó tên lửa sẽ sử dụng ô xy lỏng từ bể chứa trong thân.
Bởi vì tên lửa không lấy không khí từ môi trường khí quyển bên ngoài nên tên lửa có khả năng hoạt động ở độ cao lớn và trong không gian vũ trụ.
Động cơ tên lửa được sử dụng trong các tên lửa phóng vệ tinh, tàu thăm dò, tàu vũ trụ có người lái, và nhờ động cơ tên lửa, con người mới có thể đặt chân lên Mặt trăng vào năm 1969.
Động cơ tên lửa thường sử dụng trong các chuyến bay ở độ cao lớn, hoặc trên các tên lửa đẩy cần khả năng gia tốc lớn do tỉ lệ lực đẩy/trọng lượng của động cơ tên lửa rất lớn.
Tuy nhiên, vận tốc luồng khí phụt cao cùng với nhiên liệu giàu chất ô xy hóa khiến cho động cơ tên lửa sử dụng nhiều nhiên liệu hơn động cơ tuốc bin phản lực cánh quạt. Mặc dù vây, khi đạt đến vận tốc lớn, các động cơ tên lửa lại có hiệu suất cao về năng lượng.
Lực đẩy của động cơ tên lửa được tính theo công thức:
{\displaystyle F_{N}={\dot {m}}\,g_{0}\,I_{\text{sp,vac}}-A_{e}\,p\;}
{\displaystyle F_{N}} là lực đẩy, {\displaystyle I_{\text{sp,vac}}} là xung lực đẩy riêng, {\displaystyle g_{0}} là gia tốc trọng trường tiêu chuẩn, {\displaystyle {\dot {m}}} là sự suy giảm khối lượng nhiên liệu theo thời gian kg/s, {\displaystyle A_{e}} là diện tích của miệng phụt của động cơ tên lửa, và {\displaystyle p} là áp suất khí quyển.

### Động cơ phản lực nước

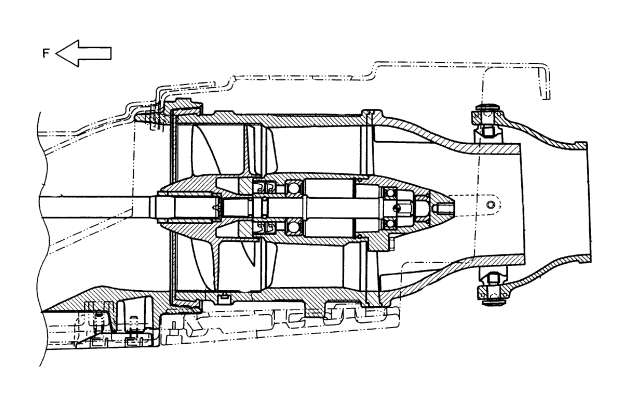
Sơ đồ động cơ phản lực nước

## Nguyên lý vật lý cơ bản
Các động cơ phản lực không khí đều là động cơ phản lực, theo đó tạo ra lực đẩy từ lực phụt của dòng chất lưu ở vận tốc cao.
Các động cơ phản lực không khí tạo ra luồng khí phụt nhờ đốt cháy nhiên liệu được chứa trong bể chứa trong động cơ (đối với động cơ tên lửa). Tương tự, đối với động cơ phản lực hàng không nhờ hút khí từ bên ngoài và đẩy hỗn hợp khí cháy từ buồng đốt, qua ống xả ở vận tốc cao hơn nhiều.

### Vòi phun đẩy
Miệng xả (vòi phun, miệng phụt) của động cơ phản lực được sử dụng để tạo ra luồng phụt về phía sau. Miệng xả là nơi mà năng lượng của khí cháy ở áp suất cao được chuyển thành động năng của dòng khí phụt ở vận tốc lớn. Áp suất tổng và nhiệt độ của khí không thay đổi khi đi qua miệng xả nhưng các giá trị tĩnh giảm xuống và vận tốc của khí được tăng lên.
Tốc độ của dòng khí khi đi vào miệng vòi phun là thấp, ở vào khoảng Mach 0,4, để giảm tổn thất áp suất của dòng khí dẫn đến miệng phụt. Nhiệt độ đầu vào của khí khi đi vào miệng xả khá thấp, ở mức nhiệt độ không khí tại mực nước biển đối với miệng xả cánh quạt trên động cơ bay ở độ cao hành trình. Nhiệt độ của dòng khí phụt qua miệng xả có thể đạt tới 1000K đối với động cơ phản lực siêu âm có đốt sau và 2200K với động cơ đốt sau. Áp suất khí khi đi vào vòi phun cao gấp từ 1,5 lần áp suất khí bên ngoài vòi phun, đối với động cơ phản lực tuốc bin cánh quạt, đến gấp 30 lần áp suất không khí bên ngoài, đối với động cơ của máy bay có người lái bay ở tốc độ lớn hơn mach 3.
Miệng xả hội tụ thường chỉ có khả năng gia tốc khí đến Mach 1. Để có thể bay ở tốc độ cao, cần phải đạt được vận tốc khí phụt cao hơn nữa. Các máy bay bay ở tốc độ cao thường sử dụng động cơ có miệng xả dạng hội tụ-phân kỳ.
Lực đẩy vòi phun là cao nhất nếu áp suất tĩnh của khí đạt giá trị bằng với áp suất xung quanh tại đầu ra của vòi phun. Điều này chỉ xảy ra nếu như diện tích miệng vòi phun đúng theo tỉ lệ áp suất vòi phun (nozzle pressure ratio (npr)). Do tỉ lệ npr thay đổi theo sự thay đổi lực đẩy của động cơ và tốc độ bay, nên lực đẩy vòi phun hiếm khi đạt giá trị tối đa. Ngoài ra tại tốc độ bay siêu âm diện tích phân kỳ là nhỏ hơn mức để khí giãn nở tới khi bằng áp suất môi trường xung quanh để cân bằng với lực cản bên ngoài. Whitford đưa ra ví dụ là máy bay F-16. Các động cơ  XB-70 and SR-71.
Vòi phun của động cơ, cùng với diện tích tuốc bin, sẽ quyết định đến áp suất làm việc của máy nén.

### Hiệu suất tạo ra lực đẩy
Hiệu suất của động cơ tuốc bin phản lực hút khí ngoài, sẽ thấp hơn hiệu suất của động cơ tên lửa. Hiệu suất của động cơ sẽ phụ thuộc vào tỉ lệ giữa tốc độ (v) của phương tiện bay với tốc độ khí xả (ve) như biểu đồ dưới đây.

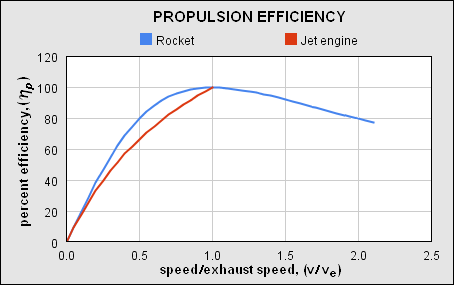
Dependence of propulsion efficiency (η) upon the vehicle speed/exhaust velocity ratio (v/v_{e}) for air-breathing jet and rocket engines.

Hiệu suất chuyển hóa năng lượng riêng của nhiên liệu thành lực đẩy ({\displaystyle \eta _{o}}) của động cơ phản lực bao gồm hai thành phần chính:
- Hiệu suất tạo ra lực đẩy (propulsive efficiency ({\displaystyle \eta _{p}})): hiệu suất chuyển hóa năng lượng của dòng khí phụt cho phương tiện bay để đẩy phương tiện bay về phía trước thay vì thành động năng của dòng khí phụt. Hiệu suất càng lớn thì khả năng tạo lực đẩy của động cơ càng lớn.
- Hiệu suất chu trình (cycle efficiency ({\displaystyle \eta _{th}})): là hiệu suất gia tốc dòng khí của động cơ

Hiệu suất {\displaystyle \eta _{o}} là:
{\displaystyle \eta _{o}=\eta _{p}\eta _{th}}
đối với các động cơ phản lực hiệu suất tạo ra lực đẩy (propulsive efficiency) đạt giá trị cao nhất khi vận tốc của luồng khí phụt gần bằng vận tốc của máy bay đồng nghĩa với động năng dư thừa là nhỏ nhất. Đối với động cơ phản lực nạp khí từ khí quyển thì vận tốc xả bằng vận tốc của phương tiện bay, hay {\displaystyle \eta _{p}} bằng 1, sẽ cho lực đẩy tối đa, và không thay đổi động lượng của máy bay. Công thức cho các động cơ phản lực nạp khí từ khí quyển, vận tốc khí ở cửa hút gió là {\displaystyle v} (cũng là vận tốc thực của máy bay) và vận tốc khí phụt {\displaystyle v_{e}}, bỏ qua dòng chảy của nhiên liệu, là:
{\displaystyle \eta _{p}={\frac {2}{1+{\frac {v_{e}}{v}}}}}
Và đối với động cơ tên lửa:
{\displaystyle \eta _{p}={\frac {2\,({\frac {v}{v_{e}}})}{1+({\frac {v}{v_{e}}})^{2}}}}
Ngoài ra, khi xét đến hiệu suất đẩy của động cơ người ta còn xét đến hiệu suất chu trình nhiệt (cycle efficiency) do động cơ phản lực là một dạng động cơ nhiệt. Hiệu suất của động cơ nhiệt được xác định bằng tỉ số giữa nhiệt độ bên trong động cơ và nhiệt độ của dòng khí ở miệng xả. Hiệu suất này được cải thiện theo thời gian do áp dụng các vật liệu mới cho phép tăng nhiệt độ tối đa của chu trình nhiệt trong động cơ. Ví dụ, vật liệu composite, kết hợp giữa kim loại và gốm, đã được các kỹ sư phát triển để chế tạo các lá tuốc bin, hoạt động trong điều kiện nhiệt độ rất cao. Hiệu suất cũng được giới hạn bởi tỉ lệ áp suất tổng thể có thể đạt được. Hiệu suất chu trình nhiệt (Cycle efficiency) đạt tới giá trị cao nhất ở các động cơ tên lửa (~60% hoặc cao hơn), do chúng có khả năng tạo khí cháy với nhiệt độ đặc biệt cao ở trong buồng đốt. Hiệu suất chu trình nhiệt đối với động cơ tuốc bin phản lực luồng và các động cơ tương tự là gần 30%, do chúng có nhiệt độ cao nhất của chu trình nhiệt thấp hơn nhiều.

Hiệu suất của buồng đốt đối với động cơ phản lực tuốc bin khí của máy bay trong các điều kiện khác nhau.

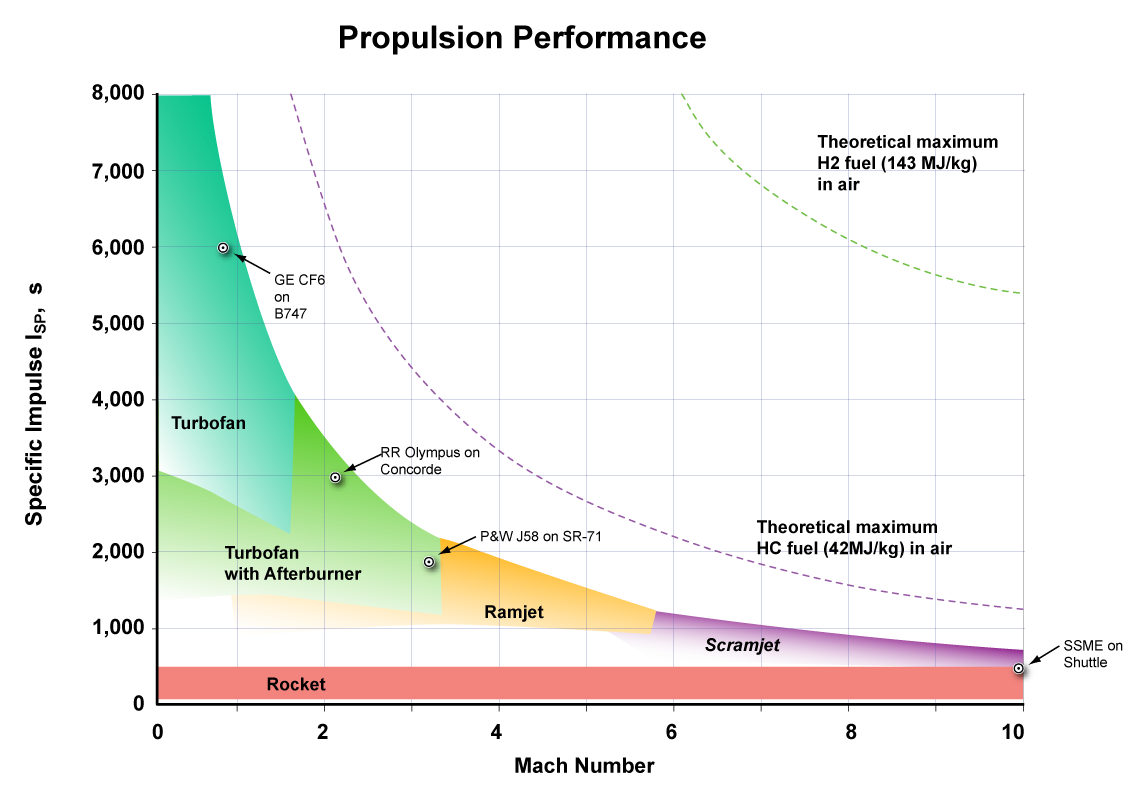
Xung lực đẩy riêng là một hàm số của vận tốc đối với các loại động cơ phản lực khác nhau sử dụng nhiên liệu kerosene (xung lực đẩy riêng I_{sp} của động cơ hydro về lý thuyết sẽ cao hơn gấp đôi).

Hiệu suất buồng đốt của phần lớn các động cơ máy bay tại thời điểm cất cánh là gần bằng 100%. Hiệu suất của buồng đốt sẽ giảm xuống 98% ở độ cao bay hành trình. Tỉ lệ hỗn hợp không khí/nhiên liệu là từ 50:1 (giàu) đến 130:1 (nghèo). Ở ngoài khoảng hai tỉ lệ này, thì nhiên liệu sẽ không thể cháy trong buồng đốt. Giới hạn giữa sự pha trộn hỗn hợp giàu/nghèo nhiên liệu này sẽ giảm dần khi vận tốc dòng khí tăng lên. Nếu tăng lượng khí hút vào động cơ, trong khi tỉ lệ nhiên liệu giảm xuống quá giới hạn, sẽ không thể đốt cháy hỗn hợp khí/nhiên liệu trong buồng đốt.

### Mức tiêu thụ nhiên liệu
Một đại lượng liên quan (nhưng khác) với hiệu suất năng lượng là tốc độ tiêu thụ nhiên liệu. Mức tiêu thụ nhiên liệu ở động cơ phản lực không khí được xác định bằng suất tiêu hao nhiên liệu riêng theo lực đẩy (thrust-specific fuel consumption), xung lực đẩy riêng, hay tốc độ phụt khí hiệu dụng. Chúng đều dùng để đo một đại lượng. Xung lực đẩy riêng và tốc độ phụt khí hiệu dụng tỉ lệ với nhau, trong khi mức tiêu thụ nhiên liệu riêng tỉ lệ nghịch với các đại lượng trên.
Đối với các động cơ nạp khí từ khí quyển như động cơ tuốc bin phản lực luồng, hiệu suất năng lượng và hiệu suất lực đẩy là rất giống nhau, do chất đẩy của động cơ là nhiên liệu và là nguồn năng lượng. Đối với động cơ tên lửa, chất đẩy dần mất đi, cạn dần, đồng nghĩa với việc chất đẩy năng lượng cao sẽ cho hiệu suất lực đẩy tốt hơn, nhưng có thể trong một vài trường hợp hiệu suất năng lượng mà nó mang lại là thấp hơn.
Lấy ví dụ, động cơ tuốc bin phản lực cánh quạt dưới âm General Electric's CF6 sử dụng ít nhiên liệu để tạo lực đẩy mỗi giây hơn là động cơ tuốc bin phản lực luồng Rolls-Royce/Snecma Olympus 593 trang bị trên chiếc Concorde. Tuy nhiên, do tốc độ của Concorde là lớn hơn, nên thực tế năng lượng được tạo ra bởi động cơ với cùng một lượng nhiên liệu của máy bay Concorde bay ở tốc độ Mach 2 là lớn hơn động cơ CF6. Do đó, động cơ của máy bay Concorde có hiệu suất lớn hơn xét theo năng lượng/dặm. (Xem ví dụ)

### Tỉ lệ lực đẩy/trọng lượng
Tỉ lệ lực đẩy/trọng lượng của các loại động cơ phản lực không khí là tương tự như nhau. Với một động cơ cho trước, động cơ càng nhẹ, lực đẩy/trọng lượng động cơ càng cao, thì càng tiêu tốn ít nhiên liệu để bù cho trọng lượng của động cơ và gia tốc khối lượng động cơ.
Động cơ tên lửa thường có tỉ lệ lực đẩy/trọng lượng cao hơn động cơ tuốc bin phản lực không khí như động cơ tuốc bin phản lực luồng và động cơ tuốc bin phản lực cánh quạt. Nguyên nhân là do tên lửa sử dụng động cơ phản lực nhiên liệu lỏng hoặc rắn có mật độ cao, tức sẽ chiếm ít thể tích hơn và do đó hệ thống nén sẽ nhỏ hơn rất nhiều và nhẹ hơn ở cùng một hiệu suất. Động cơ tuốc bin phản lực luồng và động cơ tuốc bin phản lực cánh quạt sử dụng không khí hút trực tiếp từ khí quyển, loãng hơn nhiều và do đó cần máy nén khí lớn hơn nhiều, và bộ nén khí do đó nặng hơn nhiều, xét cùng một hiệu suất.

### So sánh các kiểu động cơ phản lực không khí

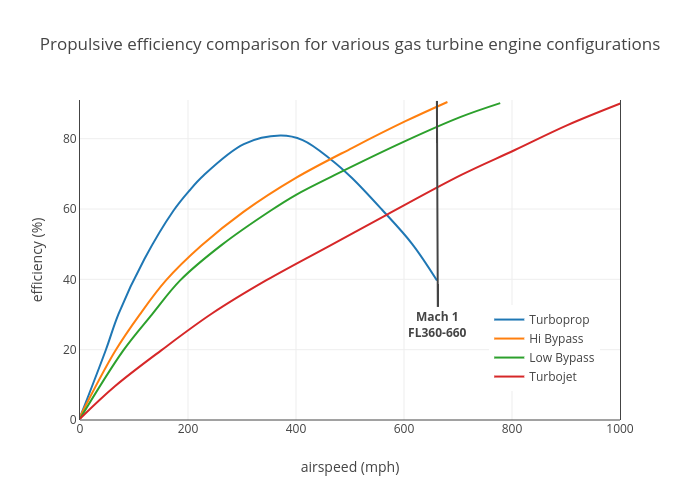
Hiệu suất của lực đẩy, so sánh giữa các loại cấu hình động cơ tuốc bin khí khác nhau

Động cơ cánh quạt có khả năng gia tốc dòng khí đi qua động cơ kém hơn động cơ phản lực. Do đó lực đẩy tạo ra bởi động cơ cánh quạt là nhỏ. Tuy nhiên, do bay ở vận tốc thấp, các động cơ cánh quạt có hiệu suất tạo lực đẩy (hiệu suất chuyển hóa năng lượng riêng của nhiên liệu thành động năng của máy bay/tên lửa) cao.
Ngoài ra, động cơ tuốc bin phản lực chỉ gia tốc một lượng khí nhỏ hơn nhiều, và đốt cháy hỗn hợp khí+nhiên liệu trong buồng đốt, nhưng sau đó chúng thải ra tất cả khí cháy ở vận tốc rất cao. Cộng với việc thiết kế miệng xả Laval, dùng để gia tốc khí cháy nóng, vận tốc xả khí có thể đạt tới tốc độ siêu âm. Động cơ tuốc bin phản lực thông thường được sử dụng trên các máy bay có vận tốc bay lớn.
Ở động cơ tuốc bin phản lực cánh quạt, hỗn hợp khí phụt bao gồm không khí đi chung quanh (bypass-đi vòng qua) lõi động cơ và hỗn hợp khí cháy ở nhiệt độ cao sau khi đi qua buồng đốt. Lượng không khí mà đi vòng qua lõi động cơ và lượng không khí đi vào trong lõi động cơ được gọi là tỉ lệ đường vòng của động cơ tuốc bin phản lực cánh quạt (bypass ratio (BPR)).
Trong khi động cơ tuốc bin phản lực luồng sử dụng toàn bộ động cơ để tạo ra lực đẩy, dưới dạng luồng khí phụt ở vận tốc cao, động cơ tuốc bin phản lực cánh quạt làm mát bằng không khí đi đường vòng vận tốc thấp chỉ sản sinh 30% đến 70% tổng lực đẩy là từ hệ thống tuốc bin.
Lực đẩy ròng (FN) của động cơ tuốc bin phản lực cánh quạt có thể được tính bởi công thức:
{\displaystyle F_{N}={\dot {m}}_{e}v_{he}-{\dot {m}}_{o}v_{o}+BPR\,({\dot {m}}_{c}v_{f})}
trong đó:
| ṁ e | = lưu khối của dòng khí cháy qua lõi động cơ.                                            |
| ṁo  | = lưu khối của toàn bộ dòng khí đi vào động cơ tuốc bin = ṁc + ṁf                        |
| ṁc  | = lưu khối của dòng khí mà đi vào trong lõi động cơ.                                     |
| ṁf  | = lưu khối của dòng khí chảy vòng qua lõi động cơ.                                       |
| vf  | = vận tốc của dòng khí chảy vòng qua lõi động cơ.                                        |
| vhe | = vận tốc của dòng khí thải được thải ra ngoài từ lõi động cơ                            |
| vo  | = vận tốc của toàn bộ dòng khí đi vào cửa hút khí của động cơ = vận tốc thực của máy bay |
| BPR | = tỉ lệ đường vòng                                                                       |

Động cơ tên lửa sản sinh ra dòng phí phụt ở vận tốc lớn, và do đó động cơ tên lửa phù hợp cho các phương tiện bay ở độ cao lớn, bay ở tốc độ siêu vượt âm. Ở bất kỳ mức lực đẩy nào, lực đẩy và hiệu suất của động cơ tên lửa sẽ tăng nhẹ theo độ cao mà tên lửa lên được (do áp suất ở phía đuôi tên lửa giảm xuống nên lực đẩy sẽ tăng lên tại miệng phụt của động cơ), trái lại, đối với động cơ tuốc bin phản lực luồng (hay động cơ tuốc bin phản lực cánh quạt), khi máy bay tăng dần độ cao, sự giảm mật độ của không khí hút vào sẽ làm cho lực đẩy của động cơ bị giảm xuống theo độ cao. Động cơ tên lửa thậm chí còn có hiệu suất lớn hơn cả động cơ tĩnh phản lực siêu âm (scramjet) bay ở tốc độ Mach 15.

### Vận tốc và độ cao bay
Động cơ phản lực tuốc bin không thể hoạt động bình thường nếu không khí đi vào động cơ ở tốc độ siêu âm. Nguyên nhân là do khi vận tốc khí đi vào động cơ ở tốc độ siêu âm, thì kết hợp cùng với sóng xung kích tạo ra khi bay siêu âm sẽ hư hại hoặc gây rung động nguy hiểm cho các cánh quạt của động cơ, làm động cơ bị mất lực đẩy hoặc bị hỏng. Do đó, với máy bay bay ở tốc độ siêu âm, không khí trước khi đi vào động cơ phải được làm chậm xuống vận tốc dưới tốc độ âm thanh trước khi dòng khi đi tới cánh quạt nén và cánh quạt tuốc bin.
Trừ động cơ tĩnh phản lực siêu âm, động cơ phản lực, thiếu đi hệ thống hút khí sao cho chỉ cho phép không khí ở vận tốc khoảng 0,5 lần tốc độ âm thanh lọt được vào động cơ. Ở các máy bay bay ở tốc độ M từ 0,8 đến 1,2 (transsonic) hay máy bay bay siêu âm, động cơ của chúng có khả năng làm chậm luồng không khí đi vào cửa hút khí và có thể nén không khí một cách sơ bộ.
Giới hạn độ cao tối đa của động cơ được xác định bằng "khả năng cháy" - tại độ cao rất lớn, không khí trở nên quá loãng để có thể bốc cháy, hoặc là sau khi nén, không khí trở nên quá nóng. Đối với động cơ tuốc bin phản lực, độ cao giới hạn để động cơ hoạt động là khoảng 40 km, trong khi đối với động cơ phản lực dòng thẳng là 55 km. Động cơ tĩnh phản lực siêu âm về lý thuyết có thể hoạt động ở độ cao tối đa 75 km. Còn động cơ tên lửa, thì tất nhiên nó không có giới hạn.
Về mặt tốc độ, máy bay bay nhanh sẽ nén không khí ở phía trước động cơ, và do đó làm tăng nhiệt độ của không khí đi vào động cơ. Giới hạn tốc độ tối đa của động cơ máy bay là khoảng từ Mach 5 đến Mach 8, nitơ trong khí quyển có xu hướng phản ứng do nhiệt độ cao tại cửa hút khí và làm tiêu hao một lượng năng lượng đáng kể. Hiệu ứng này không xảy ra ở động cơ tĩnh phản lực siêu âm, do nó hoạt động ở tốc độ khoảng Mach 15 hay lớn hơn. Động cơ tên lửa không có giới hạn về tốc độ.

### Tiếng ồn
Tiếng ồn từ động cơ phản lực từ nhiều bộ phận động cơ khác nhau, trong trường hợp động cơ khí, tiếng ồn gây ra bởi cánh quạt, máy nén khí, buồng đốt, tuốc bin và luồng phụt từ động cơ.
Luồng phụt phản lực tạo ra tiếng ồn do tương tác của dòng khí phụt tốc độ cao với không khí xung quanh miệng xả. Khi bay ở vận tốc nhỏ hơn tốc độ âm thanh, tiếng ồn gây ra bởi xoáy, khi bay ở tốc độ vượt âm, tiếng ồn là do sóng Mach gây ra. Năng lượng sóng âm từ luồng phụt phản lực thay đổi theo tốc độ của luồng phụt phản lực. Vì vậy, luồng phụt phản lực có vận tốc thấp hơn như ở động cơ có tỉ lệ đường vòng cao (high bypass) sẽ có độ ồn thấp hơn, trong khi đó, những luồng phụt từ động cơ như tên lửa, động cơ tuốc bin phản lực luồng, động cơ phản lực dòng thẳng, sẽ gây ra tiếng ồn lớn nhất. Đối với các máy bay chở khách, tiếng ồn phản lực được giảm dần do máy bay chuyển từ sử dụng động cơ tuốc bin phản lực luồng, sang động cơ tuốc bin phản lực cánh quạt đường vòng, nhờ giảm tốc độ dòng khí phụt phản lực.
Tiếng ồn từ động cơ phản lực cánh quạt (còn gọi là "buzz saw" chủ yếu gây ra bởi sự hình thành của sóng xung kích trên các lá cánh quạt quay ở vận tốc siêu âm khi máy bay cất cánh.